# Energia livre de Helmholtz
Na termodinâmica, a energia livre de Helmholtz é uma grandeza que mensura a parcela de energia interna de um sistema possível de ser utilizada na forma de trabalho. É particularmente útil na compreensão e descrição de processos isotérmicos: à temperatura constante a variação da energia livre de Helmholtz encontra-se diretamente associada ao trabalho total  realizado pelo sistema sobre sua vizinhança, ou seja, é a energia útil que sobra para uso depois que o sistema utilizou parte da energia interna para expandir as fronteiras do sistema (-PdV) e redistribuir as moléculas nos diferentes níveis quânticos de energia (TdS) para processos à temperatura e volume constante)
Dada a segunda lei da termodinâmica, o conceito deriva da verificação que nem toda a energia interna de um sistema é passível de produzir trabalho visto que uma parcela desta energia encontra-se diretamente associada à entropia do sistema. Sendo a parcela de energia associada à entropia determinável pelo produto da entropia S do sistema pela sua temperatura {\displaystyle T}, tem-se que a energia livre de Helmholtz é corretamente definida pela expressão:
{\displaystyle F=U-TS}
Mensura-se com a energia livre de Helmholtz a totalidade da parcela de energia interna passível de implicar trabalho, quer esta parcela de energia venha a implicar trabalho "útil" - o movimento desejado nas máquinas térmicas, a exemplo - quer esta venha a implicar trabalho associado à variação de volume do sistema frente à pressão ambiente - como aquele relacionado à expansão dos gases de descarga expelidos pelos automóveis, a exemplo. Diferenciadas as duas formas de trabalho, se o interesse recair na energia total disponível para execução de trabalho "útil" é aconselhado o uso não da energia livre de Helmholtz e sim da energia livre de Gibbs.
Quando expressa em função das grandezas Temperatura {\displaystyle T}, número de elementos {\displaystyle N}, e volume {\displaystyle V} - para o caso de sistemas termodinâmicos mais simples - a Energia Livre de Helmholtz {\displaystyle F=F_{(T,V,N)}} é, assim como o são as respectivas Transformadas de Legendre, a saber a Entalpia {\displaystyle H=H_{(S,P,N)}}, a Energia livre de Gibbs {\displaystyle G=G_{(T,P,N)}} e a Energia interna {\displaystyle U=U_{(S,V,N)}}, uma equação fundamental para os sistemas termodinâmicos, sendo então possível, a partir desta e do formalismo matemático inerente à termodinâmica, obter-se qualquer informação física relevante para o sistema a qual esta encontre-se vinculada.
De forma semelhante ao que ocorre para a energia interna e todos os demais potenciais termodinâmicos associados, são de importância e relevância prática e mesmo teórica não os valores absolutos da energia livre de Helmholtz mas sim as variações {\displaystyle \Delta F=F_{f}-F_{i}} desta energia, correspondendo tal variação conforme esperado à diferença entre as energias livres de Helmholtz associada aos estado final "f" e inicial "i" respectivamente.

## Definição
A energia livre de Helmholtz é definida como
{\displaystyle F\equiv U-TS\,}
onde:
- {\displaystyle F}  é a energia livre de Helmholtz  (SI: joules, CGS: ergs);
- {\displaystyle U}  é a energia interna do sistema (SI: joules, CGS: ergs);
- {\displaystyle T}  é a temperatura absoluta a qual ocorrem os process (em kelvins);
- {\displaystyle S}  é a entropia (SI: joules por kelvin, CGS: ergs por kelvin).

Uma vez conhecida a equação fundamental para a energia interna do sistema, {\displaystyle U_{(S,V,N)}}, relação esta que elucida o vínculo existente entre a energia interna {\displaystyle U} e a entropia {\displaystyle S} do sistema, espera-se pela lógica ser possível determinar a partir dela a energia livre de Helmholtz. A ferramenta matemática necessária a tal tarefa resume-se em uma  transformada de Legendre adequada. Em acordo com o estabelecido pela Transformada de Legendre aplicada à energia interna {\displaystyle U_{(S,V,N)}}, visto que a energia livre de Helmholtz {\displaystyle F_{(T,V,N)}} deve figurar, entre outras se houver, em função das grandezas extensivas volume {\displaystyle V}, quantidade de matéria {\displaystyle N}, e da grandeza intensiva temperatura absoluta {\displaystyle T}, deve-se substituir a extensiva a grandeza extensiva {\displaystyle S} - a entropia - que figura em {\displaystyle U_{(S,V,N)}} pela correspondente grandeza conjugada {\displaystyle T}, o que pode ser feito uma vez estabelecido que:
{\displaystyle T={\frac {\partial U_{(S,V,N)}}{\partial S}}} .
A tabela abaixo fornece a sequência de passos associados à transformada de Legendre adequada à situação que, uma vez conhecida a energia interna {\displaystyle U_{(S,V,N)}}, implicam a determinação da energia livre de Helmholtz {\displaystyle F_{(T,V,N)}}- ou vice-versa.
| {\displaystyle U=U_{(S,V,N_{1},N_{2}...)}}                                                         |
| {\displaystyle T={\frac {\partial U_{(S,V,N_{1},N_{2}...)}}{\partial S}}}                          |
| Determinar {\displaystyle S=S_{(T,V,N_{1},N_{2}...)}} e {\displaystyle U=U_{(T,V,N_{1},N_{2}...)}} |
| {\displaystyle F=U-TS}                                                                             |
| Eliminação de U e S fornece:                                                                       |
| Energia Livre de Helmholtz F                                                                       |
| {\displaystyle F=F_{(T,V,N_{1},N_{2}...)}}                                                         |
| -------------------------------------------------------------------------------------------------- |

| {\displaystyle F=F_{(T,V,N_{1},N_{2}...)}}                                                         |
| {\displaystyle -S={\frac {\partial F_{(T,V,N_{1},N_{2}...)}}{\partial T}}}                         |
| Determinar {\displaystyle T=T_{(S,V,N_{1},N_{2}...)}} e {\displaystyle F=F_{(S,V,N_{1},N_{2}...)}} |
| {\displaystyle U=F+TS}                                                                             |
| Eliminação de T e F fornece:                                                                       |
| Energia Interna U                                                                                  |
| {\displaystyle U=U_{(S,V,N_{1},N_{2}...)}}                                                         |
| -------------------------------------------------------------------------------------------------- |

- Exemplo

A equação fundamental para a energia livre de Helmholtz para um gás ideal (monoatômico) é, e a menos de constante(s) acompanhando a grandeza {\displaystyle N} com unidade(s) definida(s) de forma a tornar correta a análise dimensional:
{\displaystyle F_{(T,V,N)}=Nk_{B}T\ln \left({\frac {N}{V}}\right)-{\frac {3}{2}}Nk_{B}T\ln \left({\frac {3k_{B}T}{2}}\right)+Nk_{B}T\left({\frac {3}{2}}-c\right)} 
Esta equação pode ser obtida a partir da definição de Energia Livre de Helmholtz acima quando aplicada à equação fundamental para a energia interna  {\displaystyle U_{(S,V,N)}} (vide tabela), que a título ilustrativo é, novamente a menos das constantes para ajuste de unidades:
{\displaystyle U_{(S,V,N)}=N\left({\frac {N}{V}}\right)^{(2/3)}e^{\left[{\frac {2}{3}}\left({\frac {S}{Nk_{B}}}-c\right)\right]}}
Para detalhes quanto aos cálculos associados indica-se a leitura do artigo transformada de Legendre conforme disponibilizado nesta presente enciclopédia visto que no mesmo apresenta-se o pertinente problema anterior como exemplo.